# Tim Hardaway
Timothy Duane Hardaway, detto Tim (Chicago, 1º settembre 1966), è un ex cestista e allenatore di pallacanestro statunitense, professionista nella NBA.
Dal 2022 è membro del Naismith Memorial Basketball Hall of Fame in qualità di giocatore.
È il padre di Tim Hardaway jr., anche lui cestista NBA.

## Carriera

### Gli inizi
Tim Hardaway frequentò l'Università di Texas-El Paso (UTEP) dove perfezionò il suo caratteristico movimento, che prese il nome di "UTEP two-step", un velocissimo palleggio incrociato in mezzo alle gambe che sbilanciava il difensore. Questo movimento ha ispirato molti giocatori, tra cui Allen Iverson e Dwyane Wade. Alla fine della propria carriera universitaria, Hardaway venne scelto con il numero 14 nel draft NBA del 1989 dai Golden State Warriors.

### Ai Golden State Warriors
Hardaway ai Warriors trovò come compagni Mitch Richmond e Chris Mullin, e i tre formarono subito un grande trio d'attacco noto col nome di Run TMC (dalle iniziali dei loro nomi, in assonanza con il famoso gruppo hip-hop americano Run DMC). Le ottime doti di passatore (e all'occorrenza di realizzatore) del playmaker si integravano perfettamente con quelle dei tiratori Mullin e Richmond, quest'ultimo anche buon penetratore. Nell'annata 1993-94 Hardaway ebbe un grave infortunio ai legamenti di un ginocchio che lo costrinse a saltare tutta la stagione. Nel 1994-1995 tornò, ma nella dirigenza dei Warriors molti dubitarono del suo completo recupero, e a metà della stagione successiva Tim e il compagno Chris Gatling furono ceduti ai Miami Heat in cambio di Kevin Willis e Bimbo Coles.

### Ai Miami Heat
Agli Heat Hardaway trovò un grande allenatore come Pat Riley e una squadra con ottimi elementi, tra cui soprattutto il centro Alonzo Mourning. Nel suo primo anno intero agli Heat, Tim produsse una delle migliori stagioni nella sua carriera, e la squadra arrivò ad una passo dalla finalissima NBA: gli Heat vennero sconfitti in finale di conference dai futuri campioni, i Chicago Bulls. Negli anni successivi la squadra non riuscì a ripetere le prestazioni del 1996-1997, venendo sempre eliminata prima di raggiungere almeno le finali di conference.

### Gli ultimi anni
Le prestazioni in declino della squadra coincisero con quelle di Hardaway, che nel 2001 fu ceduto ai Dallas Mavericks in cambio di una prima scelta futura. Ai Mavs Tim venne utilizzato come cambio del play titolare, ma le sue cifre non erano più quelle di qualche anno prima. A metà stagione venne nuovamente ceduto, questa volta ai Denver Nuggets in cambio del pariruolo Nick Van Exel. Ai Nuggets giocò 14 partite (tutte partendo titolare) e in seguito si ritirò per accettare un posto da analista sportivo per la ESPN. Tornò a giocare a marzo 2003 per gli Indiana Pacers, disputando 10 partite prima di ritirarsi definitivamente.

## Nazionale USA
Nel 1994 Hardaway venne convocato per i Mondiali di basket, ma dovette rinunciare per infortunio. Quattro anni dopo il suo nome figurava nella lista per i Mondiali di basket 1998, ma in seguito al lockout attuato dai proprietari della NBA tutti i nazionali USA decisero di rifiutare la convocazione in segno di protesta. Nel 2000 Tim riuscì a giocare in nazionale: venne infatti inserito tra i 12 atleti per le Olimpiadi di Sydney, dove vinse la medaglia d'oro.

## Statistiche
| * | Primo nella lega |

### NCAA
| Anno      | Squadra     | PG  | PT | MP   | TC%  | 3P%  | TL%  | RP  | AP  | PRP | SP  | PP   |
| --------- | ----------- | --- | -- | ---- | ---- | ---- | ---- | --- | --- | --- | --- | ---- |
| 1985-1986 | UTEP Miners | 28  | -  | 15,5 | 52,1 | -    | 65,1 | 1,3 | 1,9 | 0,9 | 0,1 | 4,1  |
| 1986-1987 | UTEP Miners | 31  | -  | 29,7 | 49,0 | 25,0 | 66,3 | 2,0 | 4,8 | 2,2 | 0,2 | 10,0 |
| 1987-1988 | UTEP Miners | 32  | -  | 32,4 | 44,9 | 34,0 | 75,4 | 2,9 | 5,7 | 2,4 | 0,3 | 13,6 |
| 1988-1989 | UTEP Miners | 33  | -  | 35,8 | 50,1 | 36,6 | 74,1 | 4,0 | 5,7 | 2,8 | 0,2 | 22,0 |
| Carriera  | Carriera    | 124 | -  | 28,8 | 48,4 | 35,2 | 71,8 | 2,6 | 4,5 | 2,1 | 0,2 | 12,8 |

### NBA

#### Regular season
| Anno      | Squadra          | PG  | PT  | MP   | TC%  | 3P%  | TL%  | RP  | AP   | PRP | SP  | PP   |
| --------- | ---------------- | --- | --- | ---- | ---- | ---- | ---- | --- | ---- | --- | --- | ---- |
| 1989-1990 | G.S. Warriors    | 79  | 78  | 33,7 | 47,1 | 27,4 | 76,4 | 3,9 | 8,7  | 2,1 | 0,2 | 14,7 |
| 1990-1991 | G.S. Warriors    | 82  | 82  | 39,2 | 47,6 | 38,5 | 80,3 | 4,0 | 9,7  | 2,6 | 0,1 | 22,9 |
| 1991-1992 | G.S. Warriors    | 81  | 81  | 41,1 | 46,1 | 33,8 | 76,6 | 3,8 | 10,0 | 2,0 | 0,2 | 23,4 |
| 1992-1993 | G.S. Warriors    | 66  | 66  | 39,5 | 44,7 | 33,0 | 74,4 | 4,0 | 10,6 | 1,8 | 0,2 | 21,5 |
| 1994-1995 | G.S. Warriors    | 62  | 62  | 37,4 | 42,7 | 37,8 | 76,0 | 3,1 | 9,3  | 1,4 | 0,2 | 20,1 |
| 1995-1996 | G.S. Warriors    | 52  | 18  | 28,6 | 42,1 | 36,6 | 76,9 | 2,5 | 6,9  | 1,4 | 0,2 | 14,1 |
| 1995-1996 | Miami Heat       | 28  | 28  | 37,4 | 42,5 | 36,1 | 82,1 | 3,5 | 10,0 | 2,1 | 0,2 | 17,2 |
| 1996-1997 | Miami Heat       | 81  | 81  | 38,7 | 41,5 | 34,4 | 79,9 | 3,4 | 8,6  | 1,9 | 0,1 | 20,3 |
| 1997-1998 | Miami Heat       | 81  | 81  | 37,4 | 43,1 | 35,1 | 78,1 | 3,7 | 8,3  | 1,7 | 0,2 | 18,9 |
| 1998-1999 | Miami Heat       | 48  | 48  | 36,9 | 40,0 | 36,0 | 81,2 | 3,2 | 7,3  | 1,2 | 0,1 | 17,4 |
| 1999-2000 | Miami Heat       | 52  | 52  | 32,2 | 38,6 | 36,7 | 82,7 | 2,9 | 7,4  | 0,9 | 0,1 | 13,4 |
| 2000-2001 | Miami Heat       | 77  | 77  | 33,9 | 39,2 | 36,6 | 80,1 | 2,6 | 6,3  | 1,2 | 0,1 | 14,9 |
| 2001-2002 | Dallas Mavericks | 54  | 2   | 23,6 | 36,2 | 34,1 | 83,3 | 1,8 | 3,7  | 0,7 | 0,1 | 9,6  |
| 2001-2002 | Denver Nuggets   | 14  | 14  | 23,2 | 37,3 | 37,3 | 63,2 | 1,9 | 5,5  | 1,2 | 0,1 | 9,6  |
| 2002-2003 | Indiana Pacers   | 10  | 0   | 12,7 | 36,7 | 35,5 | 50,0 | 1,5 | 2,4  | 0,9 | 0,0 | 4,9  |
| Carriera  | Carriera         | 867 | 770 | 35,3 | 43,1 | 35,5 | 78,2 | 3,3 | 8,2  | 1,6 | 0,1 | 17,7 |
| All-Star  | All-Star         | 5   | 0   | 16,8 | 38,6 | 38,1 | 78,6 | 4,6 | 1,0  | 0,0 | 0,1 | 10,6 |

#### Play-off
| Anno     | Squadra        | PG | PT | MP    | TC%  | 3P%  | TL%  | RP  | AP   | PRP  | SP  | PP   |
| -------- | -------------- | -- | -- | ----- | ---- | ---- | ---- | --- | ---- | ---- | --- | ---- |
| 1991     | G.S. Warriors  | 9  | 9  | 44,0  | 48,6 | 35,4 | 78,9 | 3,7 | 11,2 | 3,1* | 0,8 | 25,2 |
| 1992     | G.S. Warriors  | 4  | 4  | 44,0  | 40,0 | 34,5 | 64,9 | 3,8 | 7,3  | 3,3  | 0,0 | 24,5 |
| 1996     | Miami Heat     | 3  | 3  | 36,7  | 46,5 | 36,4 | 71,4 | 1,7 | 5,7  | 1,0  | 0,0 | 17,7 |
| 1997     | Miami Heat     | 17 | 17 | 41,2  | 35,9 | 31,3 | 79,5 | 4,1 | 7,0  | 1,6  | 0,1 | 18,7 |
| 1998     | Miami Heat     | 5  | 5  | 44,4* | 44,7 | 43,6 | 78,4 | 3,4 | 6,6  | 1,2  | 0,0 | 26,0 |
| 1999     | Miami Heat     | 5  | 5  | 36,4  | 26,8 | 20,0 | 62,5 | 2,8 | 6,4  | 1,0  | 0,2 | 9,0  |
| 2000     | Miami Heat     | 7  | 7  | 26,0  | 29,4 | 20,6 | 70,0 | 2,1 | 4,7  | 0,7  | 0,0 | 7,7  |
| 2001     | Miami Heat     | 2  | 2  | 18,0  | 22,2 | 33,3 | -    | 1,0 | 4,5  | 0,0  | 0,0 | 2,5  |
| 2003     | Indiana Pacers | 4  | 0  | 11,8  | 33,3 | 30,0 | -    | 0,5 | 2,3  | 0,3  | 0,0 | 3,3  |
| Carriera | Carriera       | 56 | 52 | 36,6  | 39,3 | 32,0 | 75,1 | 3,1 | 6,8  | 1,6  | 0,2 | 16,8 |

#### Massimi in carriera
- Massimo di punti: 45 vs Washington Bullets (7 marzo 1997)[3]
- Massimo di rimbalzi: 11 (2 volte)
- Massimo di assist: 22 vs Orlando Magic (16 dicembre 1994)
- Massimo di palle rubate: 8 (4 volte)
- Massimo di stoppate: 3 (2 volte)
- Massimo di minuti giocati: 55 vs Cleveland Cavaliers (12 novembre 1992)

## Palmarès
- NBA All-Rookie First Team (1990)
- All-NBA First Team (1997)
- 3 volte All-NBA Second Team (1992, 1998, 1999)
- All-NBA Third Team (1993)
- 5 volte NBA All-Star (1991, 1992, 1993, 1997, 1998)
- Ventesimo per numero di assist di sempre NBA
- La sua maglia n.10 è stata ritirata dai Miami Heat il 28 ottobre 2009